# Cirolana mercuryi
Cirolana mercuryi (лат.) — вид равноногих ракообразных рода Cirolana из семейства Cirolanidae. Восточная Африка, Занзибар.

## Описание
Вид Cirolana mercuryi был обнаружен на глубине около 6 м на коралловом рифе Bawe Island (Занзибар, Танзания, 6°09.42’S, 39°08.11’E). Он необычен тем, что имеет сильно выступающий передний край головы, нависающий над местами прикрепления антенн и антеннул. Этим признаком он отличается от близких видов своего рода. Развиты крупные эпимеры на 3—4-м плеонитах, 1—3-е переоподы сильно увеличенные, внутренние края которых защищены кутикулярными шипиками.
Cirolana mercuryi впервые описан в 2004 году карцинологом Нейлом Брюсом (Niel L. Bruce).

## Этимология
Видовое название C. mercuryi дано в честь британского рок-певца Фредди Меркьюри, происходящего из тех же мест (Занзибар), где была найдена типовая серия нового таксона. В 2012 году другой представитель того же подотряда Cymothoida был назван в честь музыканта Боба Марли (Gnathia marleyi). Это открытие заинтересовало и музыкальную общественность в лице культового рок-журнала Rolling Stone.